# Ruellia glischrocalyx
Ruellia glischrocalyx är en akantusväxtart som beskrevs av Gustav Lindau. Ruellia glischrocalyx ingår i släktet Ruellia och familjen akantusväxter. Inga underarter finns listade i Catalogue of Life.